# ソンナコトナイヨ
「ソンナコトナイヨ」は、日本の女性アイドルグループ日向坂46の楽曲。秋元康が作詞、柳沢英樹が作曲した。2020年2月19日に4枚目のシングルとしてSony Recordsより発売された。楽曲のセンターポジションは小坂菜緒が務めた。

## 背景とリリース
Blu-ray付属の初回生産限定盤TYPE-A・B・C、CDのみの通常盤の4形態で発売。前作『こんなに好きになっちゃっていいの?』から約4か月ぶりとなるシングル。また、2020年にリリースされた自身のシングルは今作のみとなった。 
表題曲「ソンナコトナイヨ」は、イントロから楽曲のコンセプトを一気に提示するかのようなサウンドに仕上がっている。スピーディーな8ビートのドラムを軸に、ブラスセクションやギターが鳴り響く音色が、1970年代半ばから1990年代の歌謡曲を強く想起させる構成になっている。本作は音源が解禁された当初からAKB48楽曲のような仕上がりという声が相次いだが、これは歌謡性を重視した結果だとされる。これまでAKB48の「365日の紙飛行機」や乃木坂46の「インフルエンサー」にも挙げられる哀愁に満ちた歌謡曲は、日本人がポピュラーミュージックにおいて愛好してきたものであり、本作はそれらに追随するものであると捉えられる。

## アートワーク

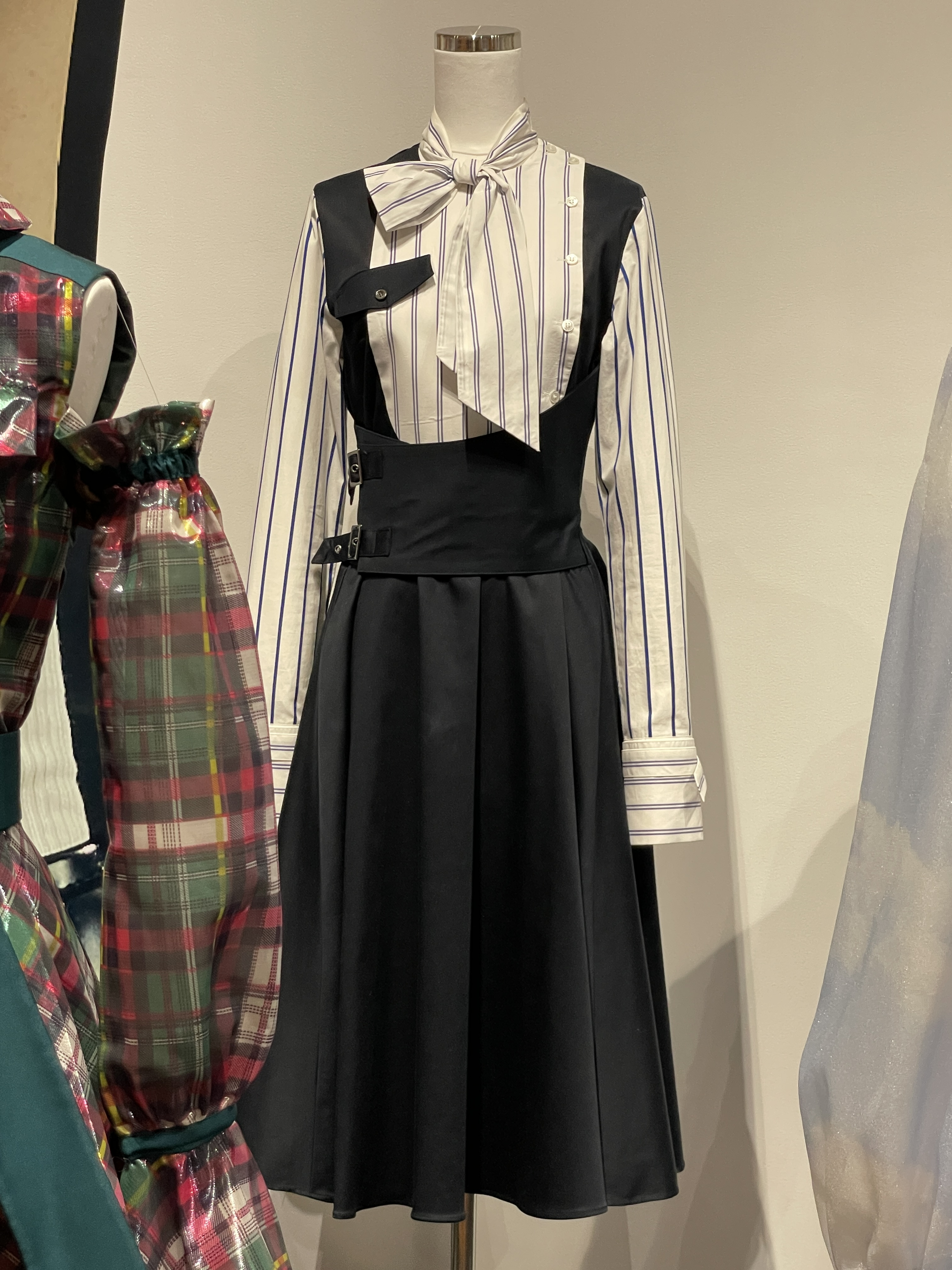
六本木ミュージアムの日向坂46展「WE R!」で展示された『ソンナコトナイヨ 』のミュージックビデオでの衣装（2024年5月13日撮影）

| TYPE-A 表 | 金村美玖、小坂菜緒、東村芽依                                                 |
| TYPE-A 裏 | 金村美玖、小坂菜緒、東村芽依                                                 |
| TYPE-B 表 | 河田陽菜、富田鈴花、加藤史帆、松田好花                                       |
| TYPE-B 裏 | 河田陽菜、富田鈴花、加藤史帆、松田好花                                       |
| TYPE-C 表 | 丹生明里、潮紗理菜、齊藤京子、渡邉美穂                                       |
| TYPE-C 裏 | 丹生明里、潮紗理菜、齊藤京子、渡邉美穂                                       |
| 通常盤 表 | 佐々木久美、高本彩花、佐々木美玲、宮田愛萌、上村ひなの、高瀬愛奈、濱岸ひより |
| 通常盤 裏 | 佐々木久美、高本彩花、佐々木美玲、宮田愛萌、上村ひなの、高瀬愛奈、濱岸ひより |

## 受賞
2020年10月、『MTV Video Music Awards Japan 2020』において「青春の馬」が最優秀振付け賞を受賞した。

## チャート成績
2020年3月2日付のオリコン週間ランキングで自己最高の初週推定売上約55万8000枚を記録し、初登場1位を獲得した。これで、史上初の1stシングルから4作連続初週40万枚超えを達成した。

## ミュージック・ビデオ

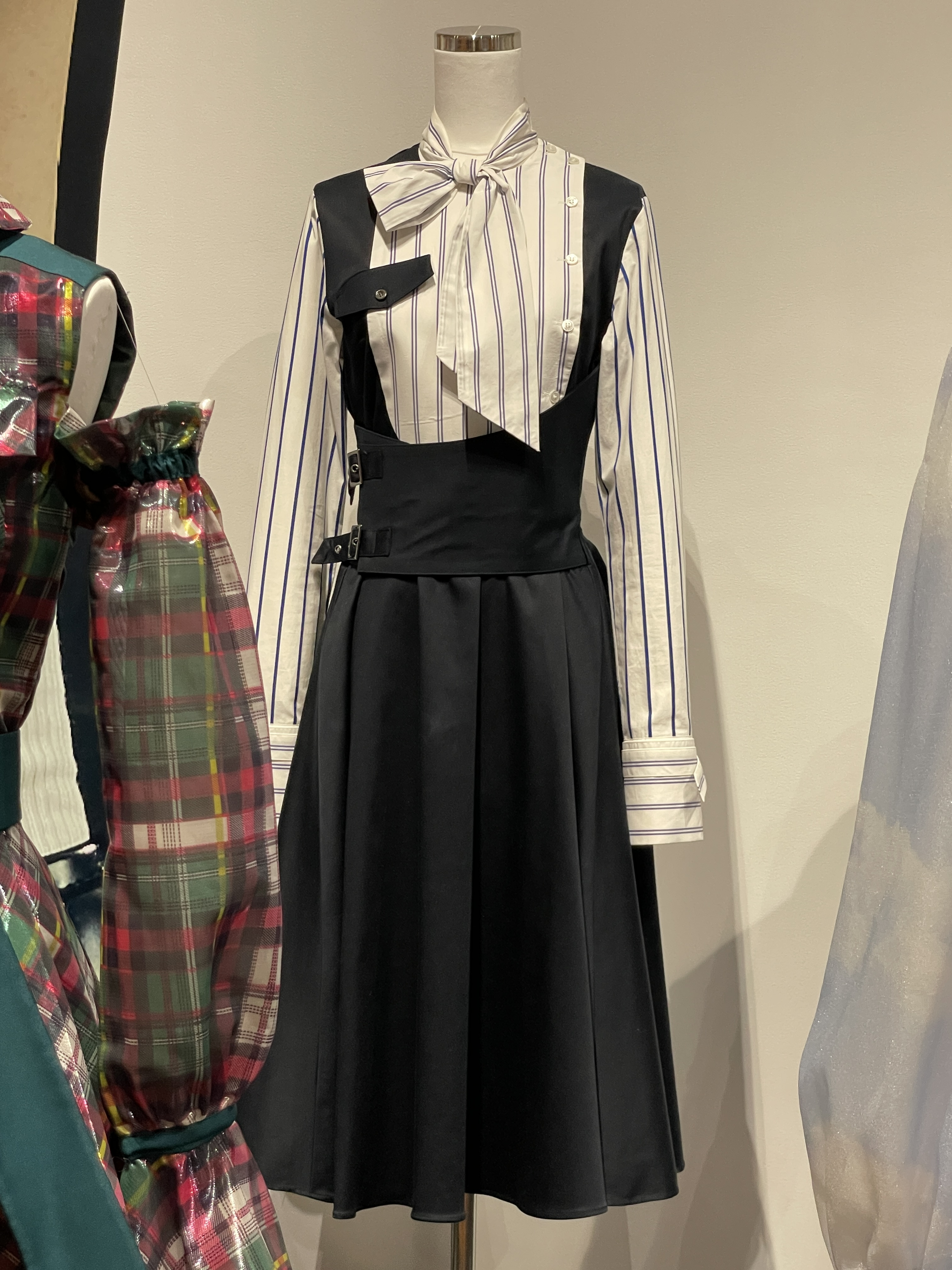
六本木ミュージアムの日向坂46展「WE R!」で展示された『ソンナコトナイヨ』のミュージックビデオでの衣装（2024年5月13日撮影）

ソンナコトナイヨ
監督：安藤隼人 / 振付：CRE8BOY / 制作：P.I.C.S.
MVは原宿などの都心、横浜のビル群が見える山下埠頭で撮影された。前髪を切る仕草が特徴の“チョキチョキダンス”をはじめ激しいダンスを繰り広げている。
青春の馬
監督：白石剛浩 / 振付：TAKAHIRO / 制作：AOI Pro.
カップリング曲「青春の馬」のミュージック・ビデオは、本物の白馬を用い、楽曲の世界観を表現した神秘的な映像に仕上がっている。グループのこれまでの歩みを踏まえた応援ソングであるとされ、真っ直ぐな眼差しや力強いダンスが映し出されている。2020年10月30日、音楽アワード『MTV VMAJ 2020』にてBest Choreography（最優秀振付け賞）を受賞。
窓を開けなくても
監督：大澤健太郎 / 振付：CRE8BOY / 制作：isai Inc.
ホテルのスイートルームにて、メンバーが縦横無尽に動く姿を1カット風に撮るスタイルで撮影が行われた。  豪華なホテルの部屋やバスルームで、パジャマやカラフルな衣装に身を包んだメンバーが、かわいらしく踊る姿が印象的な仕上がりとなっており、高級ホテルのゴージャス感溢れる雰囲気の中でも、パステル感があるかわいらしい世界観が表現されている。
ナゼー
監督：稲葉右京 / 振付：CRE8BOY / 制作：EPOCH
カップリング曲「ナゼー」のミュージック・ビデオは、歌詞に“僕らは命ある限りずっと問いかける”とある通り、いろいろなものに対して常に疑問を投げかける内容を映像化している。辞書をモチーフにしたセットの中で、ダンスシーンやイメージシーンを撮影されたほか、制服姿でのシーンに加え白衣をまとって化学実験をする姿などが映し出されている。amazarashiやJYのミュージック・ビデオなども手掛けるEPOCHの稲葉右京が監督として起用された。また、劇中のセットで使用されている辞書は三省堂の協力の元、大辞林から一部引用及び抜粋されたものである。同曲は、河田陽菜、東村芽依、松田好花によるユニット曲で、劇中歌にもなっている日本テレビ系ドラマ『DASADA』内では、3人が演じるクリエイティブアイドルユニット『FACTORY』の楽曲となっている。

## メディアでの使用
ソンナコトナイヨ
ジョンソン・エンド・ジョンソン『アキュビュー オアシス トランジションズ スマート調光』CMソング。
青春の馬
日本テレビ系ドラマ『DASADA』主題歌。
横浜DeNAベイスターズ・中川虎大 投手 2020年・2021年シーズン 登場曲。
東京ヤクルトスワローズ・長谷川宙輝 投手 2020年 開幕〜7月 登場曲。
阪神タイガース・村上頌樹投手 2023年 開幕～ 登場曲
TBSテレビ系『第6回全日本実業団対抗女子駅伝競走大会予選会（プリンセス駅伝2020）』中継テーマソング 。
ナゼー
日本テレビ系ドラマ『DASADA』劇中歌。

## シングル収録トラック

### TYPE-A
| #         | タイトル                             | 作詞      | 作曲       | 編曲                         | 時間  |
| --------- | ------------------------------------ | --------- | ---------- | ---------------------------- | ----- |
| 1.        | 「ソンナコトナイヨ」                 | 秋元康    | 柳沢英樹   | 柳沢英樹                     | 4:45  |
| 2.        | 「青春の馬」                         | 秋元康    | 近藤圭一   | 近藤圭一                     | 5:06  |
| 3.        | 「好きということは…」                | 秋元康    | youth case | youth case、城戸紘志、加部輝 | 4:28  |
| 4.        | 「ソンナコトナイヨ off vocal ver.」  |           | 柳沢英樹   | 柳沢英樹                     | 4:45  |
| 5.        | 「青春の馬 off vocal ver.」          |           | 近藤圭一   | 近藤圭一                     | 5:06  |
| 6.        | 「好きということは… off vocal ver.」 |           | youth case | youth case、城戸紘志、加部輝 | 4:27  |
| 合計時間: | 合計時間:                            | 合計時間: | 合計時間:  | 合計時間:                    | 28:37 |

| #         | タイトル                                       | 作詞      | 作曲・編曲 | 監督     | 時間  |
| --------- | ---------------------------------------------- | --------- | ---------- | -------- | ----- |
| 1.        | 「ソンナコトナイヨ Music Video」               |           |            | 安藤隼人 | 4:55  |
| 2.        | 「青春の馬 Music Video」                       |           |            | 白石剛浩 | 5:19  |
| 3.        | 「「日向坂46 大富豪No.1決定戦」予選 ～前編～」 |           |            |          | 60:05 |
| 合計時間: | 合計時間:                                      | 合計時間: | 70:19      |          |       |

### TYPE-B
| #         | タイトル                            | 作詞      | 作曲          | 編曲          | 時間  |
| --------- | ----------------------------------- | --------- | ------------- | ------------- | ----- |
| 1.        | 「ソンナコトナイヨ」                | 秋元康    | 柳沢英樹      | 柳沢英樹      | 4:45  |
| 2.        | 「青春の馬」                        | 秋元康    | 近藤圭一      | 近藤圭一      | 5:06  |
| 3.        | 「窓を開けなくても」                | 秋元康    | CHOCOLATE MIX | CHOCOLATE MIX | 4:14  |
| 4.        | 「ソンナコトナイヨ off vocal ver.」 |           | 柳沢英樹      | 柳沢英樹      | 4:45  |
| 5.        | 「青春の馬 off vocal ver.」         |           | 近藤圭一      | 近藤圭一      | 5:06  |
| 6.        | 「窓を開けなくても off vocal ver.」 |           | CHOCOLATE MIX | CHOCOLATE MIX | 4:13  |
| 合計時間: | 合計時間:                           | 合計時間: | 合計時間:     | 合計時間:     | 28:09 |

| #         | タイトル                                       | 作詞      | 作曲・編曲 | 監督       | 時間  |
| --------- | ---------------------------------------------- | --------- | ---------- | ---------- | ----- |
| 1.        | 「ソンナコトナイヨ Music Video」               |           |            | 安藤隼人   | 4:55  |
| 2.        | 「窓を開けなくても Music Video」               |           |            | 大澤健太郎 | 4:25  |
| 3.        | 「「日向坂46 大富豪No.1決定戦」予選 ～後編～」 |           |            |            | 44:20 |
| 合計時間: | 合計時間:                                      | 合計時間: | 53:40      |            |       |

### TYPE-C
| #         | タイトル                            | 作詞      | 作曲      | 編曲      | 時間  |
| --------- | ----------------------------------- | --------- | --------- | --------- | ----- |
| 1.        | 「ソンナコトナイヨ」                | 秋元康    | 柳沢英樹  | 柳沢英樹  | 4:45  |
| 2.        | 「青春の馬」                        | 秋元康    | 近藤圭一  | 近藤圭一  | 5:06  |
| 3.        | 「ナゼー」                          | 秋元康    | 小山雅弘  | 小山雅弘  | 4:14  |
| 4.        | 「ソンナコトナイヨ off vocal ver.」 |           | 柳沢英樹  | 柳沢英樹  | 4:45  |
| 5.        | 「青春の馬 off vocal ver.」         |           | 近藤圭一  | 近藤圭一  | 5:06  |
| 6.        | 「ナゼー off vocal ver.」           |           | 小山雅弘  | 小山雅弘  | 4:13  |
| 合計時間: | 合計時間:                           | 合計時間: | 合計時間: | 合計時間: | 28:09 |

| #         | タイトル                                          | 作詞      | 作曲・編曲 | 監督     | 時間  |
| --------- | ------------------------------------------------- | --------- | ---------- | -------- | ----- |
| 1.        | 「ソンナコトナイヨ Music Video」                  |           |            | 安藤隼人 | 4:55  |
| 2.        | 「ナゼー Music Video」                            |           |            | 稲葉右京 | 4:23  |
| 3.        | 「「日向坂46 大富豪No.1決定戦」決勝＆ご褒美ロケ」 |           |            |          | 50:46 |
| 合計時間: | 合計時間:                                         | 合計時間: | 60:04      |          |       |

### 通常盤
| #         | タイトル                                    | 作詞      | 作曲             | 編曲             | 時間  |
| --------- | ------------------------------------------- | --------- | ---------------- | ---------------- | ----- |
| 1.        | 「ソンナコトナイヨ」                        | 秋元康    | 柳沢英樹         | 柳沢英樹         | 4:45  |
| 2.        | 「青春の馬」                                | 秋元康    | 近藤圭一         | 近藤圭一         | 5:06  |
| 3.        | 「君のため何ができるだろう」                | 秋元康    | 田靡達也、中山聡 | 田靡達也、中山聡 | 4:57  |
| 4.        | 「ソンナコトナイヨ off vocal ver.」         |           | 柳沢英樹         | 柳沢英樹         | 4:45  |
| 5.        | 「青春の馬 off vocal ver.」                 |           | 近藤圭一         | 近藤圭一         | 5:06  |
| 6.        | 「君のため何ができるだろう off vocal ver.」 |           | 田靡達也、中山聡 | 田靡達也、中山聡 | 4:56  |
| 合計時間: | 合計時間:                                   | 合計時間: | 合計時間:        | 合計時間:        | 29:35 |

### Special Edition
| 全作詞: 秋元康。 |                              |           |                  |                              |      |
| #                | タイトル                     | 作詞      | 作曲             | 編曲                         | 時間 |
| 1.               | 「ソンナコトナイヨ」         | 秋元康    | 柳沢英樹         | 柳沢英樹                     | 4:45 |
| 2.               | 「青春の馬」                 | 秋元康    | 近藤圭一         | 近藤圭一                     | 5:06 |
| 3.               | 「好きということは…」        | 秋元康    | youth case       | youth case、城戸紘志、加藤輝 | 4:28 |
| 4.               | 「窓を開けなくても」         | 秋元康    | CHOCOLATE MIX    | CHOCOLATE MIX                | 4:14 |
| 5.               | 「ナゼー」                   | 秋元康    | 小山雅弘         | 小山雅弘                     | 4:14 |
| 6.               | 「君のため何ができるだろう」 | 秋元康    | 田靡達也、中山聡 | 田靡達也、中山聡             | 4:57 |
| 合計時間:        | 合計時間:                    | 合計時間: | 合計時間:        | 27:44                        |      |

## 選抜メンバー

### ソンナコトナイヨ
（センター：小坂菜緒）
- 3列目：佐々木久美、濱岸ひより、高本彩花、上村ひなの、高瀬愛奈、宮田愛萌、佐々木美玲[7]
- 2列目：潮紗理菜、渡邉美穂、丹生明里、河田陽菜、松田好花、富田鈴花[7]
- 1列目：齊藤京子、金村美玖、小坂菜緒、東村芽依、加藤史帆[7]

### 青春の馬
（センター：小坂菜緒）
- 潮紗理菜、加藤史帆、齊藤京子、佐々木久美、佐々木美玲、高瀬愛奈、高本彩花、東村芽依、金村美玖、河田陽菜、小坂菜緒、富田鈴花、丹生明里、濱岸ひより、松田好花、宮田愛萌、渡邉美穂、上村ひなの[6]

### 好きということは…
（センター：佐々木美玲）
- 潮紗理菜、加藤史帆、齊藤京子、佐々木久美、佐々木美玲、高瀬愛奈、高本彩花、東村芽依[6]

### 窓を開けなくても
- 加藤史帆、齊藤京子、佐々木久美、佐々木美玲、小坂菜緒、富田鈴花、渡邉美穂[6]

### ナゼー
- 東村芽依、河田陽菜、松田好花[6]

### 君のため何ができるだろう
（センター：丹生明里）
- 金村美玖、河田陽菜、小坂菜緒、富田鈴花、丹生明里、濱岸ひより、松田好花、宮田愛萌、渡邉美穂、上村ひなの[6]